# IV. Rómanosz bizánci császár
IV. Rómanosz, eredeti nevén Rómanosz Diogenész (ógörögül: Ρωμανός Δʹ Διογένης, 1032 – 1072. augusztus 4.) a Bizánci Birodalom császára (uralkodott 1068. január 1-jétől 1071-ig), Eudokia Makrembolitissza császárné férje volt. Bár tehetséges hadvezér volt, nevéhez fűződik a birodalmat megrengető manzikerti csatavesztés.

## Trónra lépése
X. Kónsztantinosz súlyos helyzetben halt meg 1067 májusában: az Alp Arszlán vezette szeldzsukok 1065-ben lerohanták a birodalom keleti tartományait. Az örmény Anit elfoglalva Kilikia felé vonultak tovább, majd annak felprédálását követően a bizánciak tehetetlenségén felbuzdulva a közép-anatóliai Kaiszareiát is elfoglalták (1067). Konstantint elméletben VII. Mihály, legidősebb fia és társcsászári rangot viselő fivérei követték a trónon, de az irányítás részint nagybátyjuk, Ióannész Dukasz kaiszar és szövetségese, Mikhaél Pszellosz főminiszter, részint az anyacsászárné, Eudokia Makrembolitissza kezében maradt. Bár Pszellosz és sógora ellenezte, Eudokia a pátriárka, Ióannész Xiphilinosz támogatásával végül összeházasodott Rómanosz Diogenésszel, egy besenyők elleni sikereiről ismert kappadókiai arisztokratával, aki 1068. január 1-jén szerezte meg a trónt.

## Uralkodása

### Harc a törökök ellen
Az energikus hadvezér azonnal felvette a harcot a szeldzsukok ellen, bár a hivatali arisztokraták igyekeztek keresztülhúzni a számításait, és a módszeresen szétzüllesztett bizánci hadsereg maradékai mellett zömmel megbízhatatlan, szervezetlen zsoldosokra – besenyők, normannok és nyugatiak, azaz frankok – volt kénytelen támaszkodni. 1068-ban a törökök alapvetően a szíriai területeket fosztogatták, Rómanosz pedig megindult ellenük. Bár a fosztogató lovasnomádokat ritkán tudta csatára kényszeríteni, és több kisebb vereséget szenvedtek erői, várostromai sikerrel jártak. Visszafoglalta Artáh határvárosát, sőt az arabok uralta Manbidzset is be tudta venni. 1069-es hadjárata viszont nem járt sikerrel: míg a Van-tó környékén fekvő Khliat visszaszerzésére indult, eufráteszi határon hagyott erőit szétverték, ő pedig hiába fordult vissza, nem tudta megakadályozni, hogy a törökök Ikónionig törjenek előre, és kifosszák a várost. 1070-ben Rómanosz béketárgyalásba kezdett: Manbidzset akarta elcserélni a nemrég elesett Manzikertért, de miután nem volt hajlandó átadni néhány török dezertőrt Alp Arszlánnak, a törökök egészen Khonai városáig portyáztak.

### Manzikert
1071 tavaszán a normannok végleg kiszorították a bizánciakat Itáliából, amikor elfoglalták Barit. A súlyos helyzetben Rómanosz úgy döntött, hogy tábornokai véleménye ellenére nem áldozza fel a Kelet-Anatóliát védelmező örmény területeket. Hatalmas sereget toborzott, amellyel ismét Khliat ellen indult. Nyár végén be is vette Manzikertet, Khliatot pedig Ballieuli Russell normann vezérrel vetette ostrom alá. Alp Arszlán Edessza ostromát félbehagyva indult meg ellenük, és legyőzte Russellt. A szultán a napokig tartó kisebb csatározásokat követően fegyverszünetet ajánlott, de Rómanosz helyre akarta állítani a bizánci fegyver dicsőségét, és folytatta a harcot. Augusztus 19-én azonban Ióannész kaiszar fia, Andronikosz Dukasz elterjesztette róla, hogy elmenekült, mire hadserege fejvesztett menekülésbe kezdett. A manzikerti csata a túlerőben levő bizánci hadsereg vereségével és szétszóródással járt, Rómanosz pedig fogságba esett.

### Bukás
Rómanoszt rangjához méltó bánásmódban részesítették Alp Arszlán udvarában, és rövidesen békét is kötött. Ebben a török foglyok kiadása mellett évi adófizetésre és katonai segítségnyújtásra tett ígéretet. Eközben Konstantinápolyban az ellenpárt kinyilvánította Rómanosz trónfosztását. A hatalmat Eudokia és fia, VII. Mikhaél szerezte meg. Rövidesen kiderült, hogy a császár még él, és mivel hazatérése súlyosan veszélyeztette Ióannész Dukasz pozícióit, az október 24-én száműzte a császárnőt. Rómanosz rövidesen megadta magát a kitörő polgárháborúban, és bár VII. Mikhaél személyi biztonságot ígért neki, még Konstantinápolyba érkezése előtt izzó vassal megvakították, és 1072-ben belehalt súlyos sérülésébe. Rómanosz meggyilkolásának következtében a szeldzsukok érvénytelennek tekintették a békeszerződést, és az immár végleg felbomlott bizánci haderő ellenállása nélkül zúdultak Kis-Ázsiára.

## Házasságai, utódai
Első felesége Aluszian bolgár cár lánya, Anna volt, akitől egyetlen fia ismert, Kónsztantinosz Diogenész, aki még 1068 előtt meghalt. Eudokia Makrembolitisszától két gyermeke született házasságuk során, Niképhorosz és León.